# Lampugnino Birago
Vous pouvez aider à l'améliorer ou bien discuter des problèmes sur sa page de discussion.
- Certaines informations devraient être mieux reliées aux sources mentionnées dans la bibliographie ou les liens externes. Améliorez sa vérifiabilité en les associant par des références. (Marqué depuis décembre 2024)
- Il est orphelin : moins de trois articles lui sont liés. Aidez à ajouter des liens en plaçant le code [[Lampugnino Birago]] dans les articles relatifs au sujet. (Marqué depuis décembre 2024)

Lapo, diminutif de Lampugnino, Birago, né probablement à Florence vers la fin du XIVe siècle et mort à Rome le 9 avril 1472, est un philologue et humaniste du XVe siècle.

## Biographie
Birago était neveu de Lapo da Castiglionchio, célebre canoniste, avec lequel la plupart des biographes l'ont confondu. Il naquit, comme son oncle, en Toscane, et peut-être à Florence, puisqu'il prend lui-même la qualitè de Florentin, au bas de l'épitre dedicatoire de sa version latine de Denys d'Halicarnasse. Il fut disciple de François Philelphe, dont il resta constamment l'ami. Lapo s'attacha principalement à l'étude des langues classiques, et il professa la littérature et ensuite la philosophie à Bologne. Ses talents lui méritèrent l'estime d'Ambrogio Traversari, de Francesco Barbaro, du cardinal Cesarini et de plusieurs autres savants.

## Œuvres
On a de Birago :

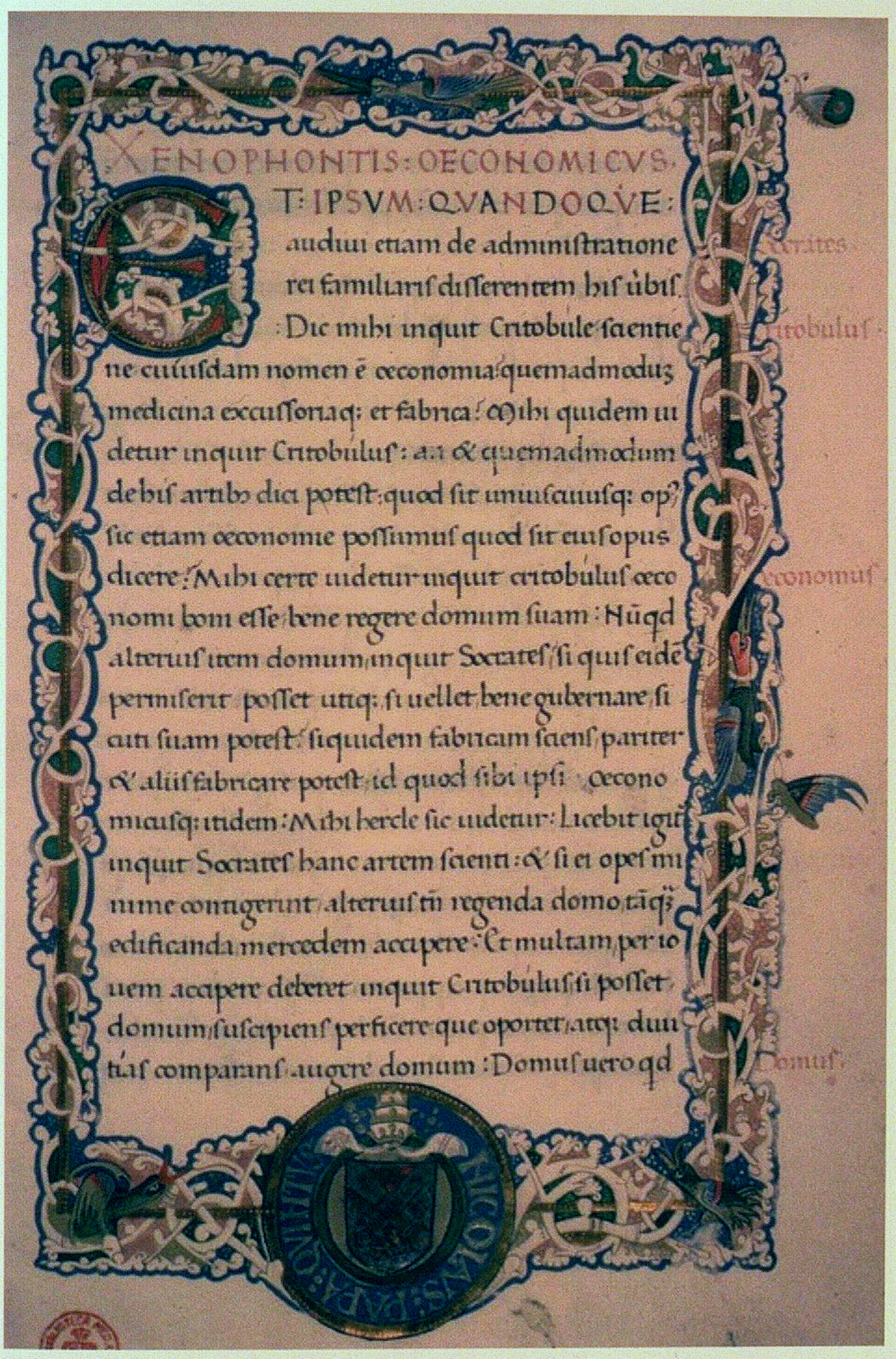
Page de la traduction latine des Économiques par Lampugnino Birago (XVe siècle).

- Quatorze Vies des hommes illustres de Plutarque, trad. en latin[1]. Elles ont été recueillies dans la première édition des Vitæ parallelæ a diversis interpretibus lat. factæ. L'éditeur mit une partie des vies traduites par Lapo sous les noms de François Philelphe, d'Antoine Tudertino ou de Todi. Mais Philelphe s'empressa de réclamer en faveur de Lapo, dans une lettre au savant Giovanni Andrea Bussi, évêque d'Aleria, et elles lui ont été restituées dans les éditions postérieures.
- Dionysii Halicarnassei Antiquitatum libri, Trévise, 1480, in-fol., 1re edition, rare[2]. Cette version est tres-fautive. Elle a été réimprinée, Paris, 1529, in-fol. Glaréan en donna une troisième édition, Bâle, 1532, in-fol., qu'il purgea de 6 000 fautes. Friedrich Sylburg avoue cependant que la traduction de Lapo, quoique défectueuse, n'a pas laissé de lui être utile, parce que le traducteur ayant rendu son auteur mot pour mot, met sur la voie même lorsqu'il se trompe pour trouver le véritable sens qu'il n'a pas su découvrir.
- Trois lettres, l'une a Fr. Barbaro, publiée par le cardinal Querini dans la Diatribe preliminaris ad Fr. Barbari et aliorum ad ipsum epistolas, p. 124 ; la seconde au cardinal Cesarini, en lui adressant la traduction latine de la vie d'Aratos de Soles, publiée par l'abbé Mehus dans le recueil des lettres d'Ambrogio Traversari (lib. 23, epist. 21), et la troisiéme, insérée dans le même recueil (lib. 23, epist. 36), à Simone Lamberti. Lapo l'engage a renoncer à la gloire des armes pour celle des lettres. Elle peut être considérée par son étendue comme un véritable traité sur la matière.
- Strategicon. Cet ouvrage, dans lequel l'auteur indique les moyens qui lui paraissent les plus propres à combattre les Turcs, qui menaçaient alors d'envahir l'Europe, est dédié au pape Nicolas V. Le manuscrit original est conservê à la Bibliothèque apostolique vaticane. L'abbé Mehus, dans la préface du recueil des lettres d'Ambrogio Traversari, indique quelques autres ouvrages de Birago, conservés en manuscrit dans la bibliothèque de Florence.